# خانية (مدينة)
خانية أو خانيا (باليونانية: Χανιά)‏، مدينة يونانية تقع في جنوب البلاد ضمن جزيرة كريت، وهي مركز مقاطعة خانيا أحد مقاطعات منطقة كريت الإدارية.

## الموقع، المناخ، السكان والتسمية
تقع المدينة على الساحل الشمالي لجزيرة كريت، في الجزء الشرقي من خليج خانيا الذي يفصل بين شبه جزيرة سباثا (Spatha)، وأكروتيري (Akrotiri)، ضمن سهل ساحلي يحمل نفس اسم المدينة.
تتمتع المدينة بمناخ متوسطي نموذجي يتميز بصيف مشمس وشتاء رطب ومعتدل، ولكن تصلها أحياناً في فصل الربيع الرياح المحملة بالغبار الصحراوي من الصحراء الليبية والتي تدعى بالسيروكو.
تعتبر خانيا ثاني أكبر مدينة في كريت بعد إيراكليو حيث يبلغ عدد سكان المدينة حوالي 55 ألف نسمة، ومع ضواحيها تصبح 70 ألف نسمة.
كانت المدينة تدعى سيدونيا (Cydonia) في الفترة الكلاسيكية والتي تعني السفرجل باللغة اليونانية، أما اسم خانيّة فقد ظهر في القرون الوسطى خلال فترة السيطرة العربية على المدينة، ويعتقد أنه يعود لتعريب اسم المدينة من اليونانية للعربية.

## التاريخ
تفع خانيا في مكان مستوطنة سيدونيا (Cydonia) المينوية، والتي تعود للألف الثانية قبل الميلاد، برزت المدينة في نهاية الفترة المينوية كإحدى كيانات الدولة-المدينة المهمة في اليونان الكلاسيكية. حوالي عام 1100 ق.م. بدأت موجات الإغريق الدوريين بالوصول إلى المدينة، وقد ذكرها هومير في الأوديسة. استولى عليها الرومان عام 69 ق.م. ولكنهم أعطوها امتيازات المدينة-الدولة ذات الطبيعية الاستقلالية واستمرت المدينة بضرب عملتها الخاصة حتى القرن الثالث للميلاد.
في القرون الوسطى خضعت المدينة للسيطرة البيزنطية بين عامي (395-824) م، ثم استولى عليها العرب بين عامي (824-961) م. ثم عادت للنفوذ البيزنطي بمنذ عام 961 م. والذين قاموا ببناء تحصينات كبيرة تحسباً من غزو عربي جديد محتمل للمدينة.
بعد الحملة الصليبية الرابعة (1204) م. سقطت السيطرة البيزنطية عن المدينة التي أعطيت لأحد أمراء الفرنجة، والذي باعها بدوره للفينيسيين مقابل 100 مارك فضي. شهدت خانيا أثناء الفترة الفينيسية نمواً ثقافياً وعمرانياً كبيراً، وأخذت طابعها العمراني الحالي والذي نتج من تلاقح الحضارة البيزنطية مع الفينيسية، زاد هذا النمو بعد سقوط القسطنطينية بيد العثمانيين عام 1453 م.

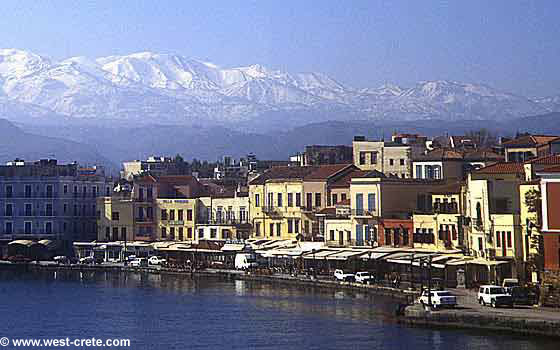
ميناء خانيا الفينيسي

دخلها العثمانيون في 2 آب/أغسطس عام 1645 م. بعد حصار قاسي دام مدة شهرين سقط فيه 40 ألف جندي عثماني، وقد تم وقتها إعدام قائد الجيش العثماني بسبب الخسارة الفادحة التي مني بها. قام الأتراك إبان دخولهم للمدينة بتحويل الكنائس إلى مساجد، فقد أصبحت كاتدرائية القديس نقولا الدومينيكانية جامع المدينة المركزي (هوغيار تزاميسي) (Houghiar Tzamici)، بدأ الأتراك الذين سكنوا في المدينة ببناء الحمامات والمساجد فيها والتي أصبحت لاحقاً مركز باشا كريت.
أثناء انتفاضة استقلال اليونان عام 1821 م. شهدت المدينة أحداث دامية بين الأتراك واليونانيين، ولكن الأتراك سرعان ما سيطروا على الوضع. قاد إلفثيريوس فينيزيلوس عام 1896 م. ثورة ضد العثمانيين ونجح على إثرها في إخراجهم وإنشاء دولة كريت الانتقالية، التي انضمت لليونان عام 1913.
سيطر عليها الألمان أثناء الحرب العالمية الثانية، حيث شهدت وقتها معارك ضارية بين القوات البريطانية والألمانية. استعادت المدينة أهميتها في خمسينيات القرن الماضي، وشهدت بدءاً من ذلك الوقت فورة سياحية هامة.

## المعالم الأساسية
تتكون مدينة خانيا الحالية من قسمين هما المدينة القديمة والجديدة، تقع أغلب المعالم الأساسية في المدينة القديمة والتي تتألف من عدة أحياء هي:

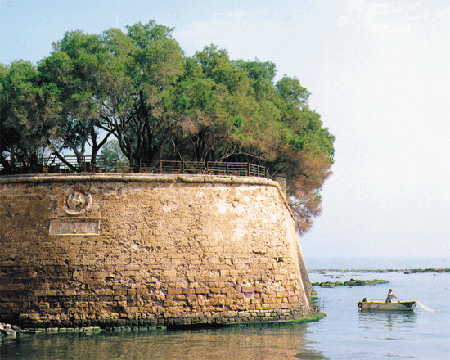
خانيا، تحصينات منطقة سابيونارا

- كاستيلي (Kasteli): وهو مركز المدينة القديمة، يقع على تلة صغيرة بالقرب من الشاطئ ومن أهم معالمه –بقعة كانيفارو (Kanevaro) الأثرية التي تعود للفترة المينوية –أجزاء من سور المدينة البيزنطي –بقايا دار الحكم والأسوار الفينيسية –الحمام التركي.
- سبلانتزيا (Splantzia): يقع إلى الشرق من كاستيلي ومن أهم معالمه –كنيسة القديس نقولا (أغيوس نيكولاوس) التي تعود للقرن الرابع عشر –كنيسة القديس روكو (St. Rocco) والتي تعود لبداية القرن السابع عشر –مأذنة جامع هيوغار (Hioughar).
- توباناس (Topanas) وإفرايكو(Evraiko) : ومن أهم معالمهما –كنيسة القديس سالفاتوري التي تعود للقرن الخامس عشر –كنيس إتس حاييم اليهودي –مجمع رينيير الفينيسي.
- الميناء: يعود للفترة الفينيسية وهو مركز الحياة الليلية في المدينة ومن أهم معالمه –المنارة التي تعود للقرن الخامس عشر –جامع الانكشارية الذي يعود للقرن السابع عشر -تحصينات الميناء الفينيسي –حصن فيرتشا (Fort Firca) –دير سان فرنسيس والذي يستخدم حالياً كالمتحف الأركيولوجي في خانيا –حمام شارع خاليذون التركي –كاتدرائية تريمارتيري (Trimartyri) الأرثوذكسية وتعود لعام 1860 م –متحف كريت البحري –متحف الفنون والتقاليد الشعبية.

أما المدينة الحيثة والتي يعود تاريخها لنهاية القرن التاسع عشر فإن أهم معالمها هو قصر الأمير جورج (1882) م. -كنيسة القديسة ماغداليني (أغيا ماغداليني) (1902) –بيوت وتحصينات سابيونارا (Sabbionara) – بيت إلفثيريوس فينيزيلوس – متحف الحرب.

## متفرقات
- تعد خانية مدينة طلابية وعلمية توجد ضمنها جامعات ومراكز بحث علمي متعددة مثل جامعة كريت التقنية، معهد خانية التقني العالي، المعهد العالي للزراعة المتوسطية –معهد أبحاث شجرة الزيتون –مركز العمارة المتوسطية.
- يعتمد اقتصاد المدينة على السياحة والمنتجات الزراعية مثل النبيذ، زيت الزيتون، والحمضيلت.
- أهم نادي كرة قدم في المدينة هو إيه إي خانيا
- يوجد بالقرب من المدينة مطار خانية الدولي على مسافة 9 كيلومتر للشرق منها.
- ولد إلفثيريوس فينيزيلوس في المدينة عام 1864، والذي ساهم في بناء الدولة اليونانية الحديثة، ويعتبر أهم سياسي يوناني معاصر.